# Vildmarken (roman)

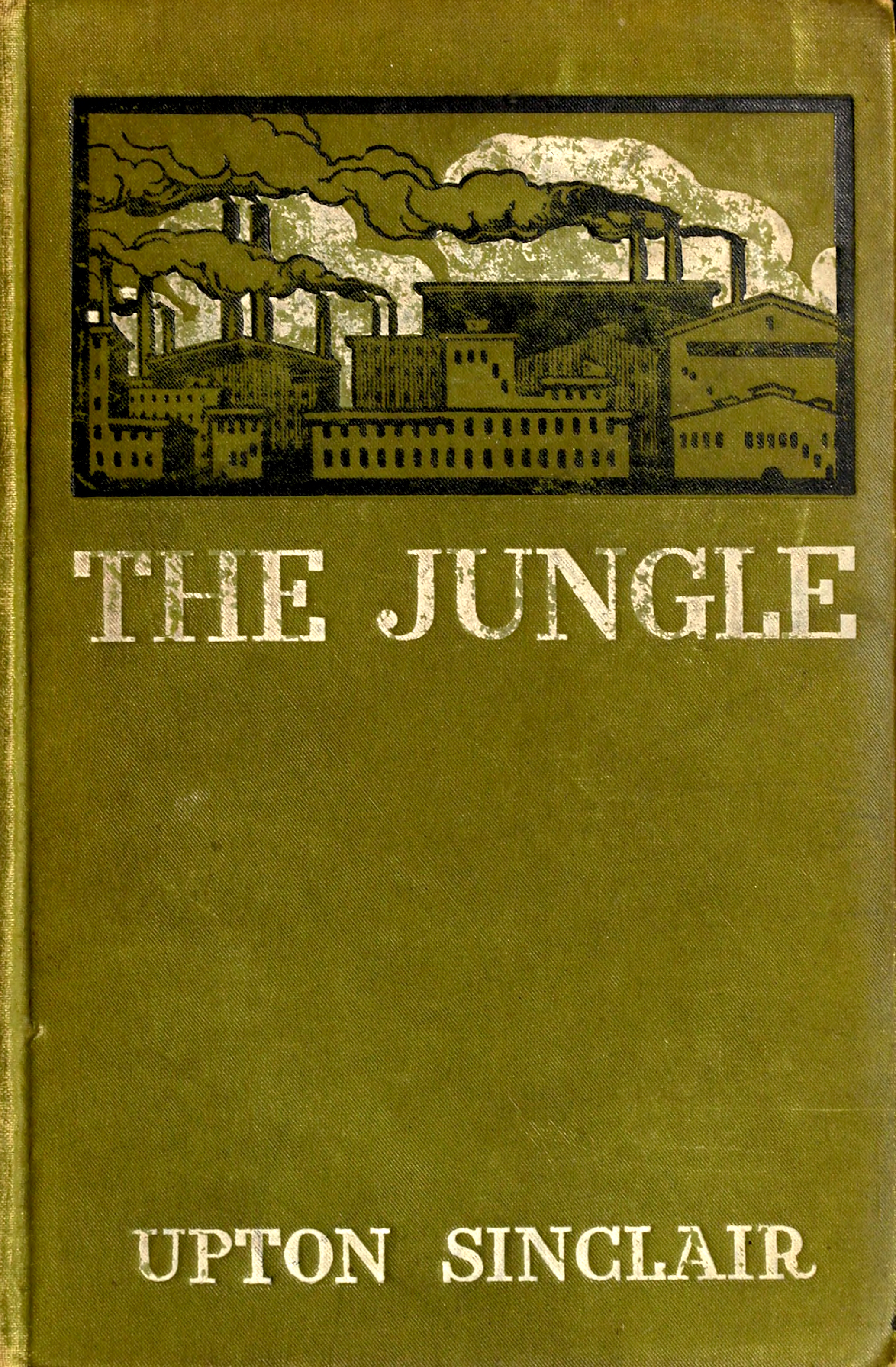
Första utgåvans omslag.

Vildmarken (originaltitel: The Jungle) är en samhällskritisk roman från 1906 av journalisten och författaren Upton Sinclair (1878–1968). Romanen utspelar sig bland arbetarna vid de stora köttindustriella faciliteterna i Chicago.
Romanen publicerades först som följetong i den socialistiska tidningen Appeal to Reason 1905, och därefter i enhetlig volym av förlaget Doubleday i februari 1906.

## Bakgrund och mottagande
Upton Sinclair sågs under sin tid som en "muckraker" (ung. sensationsmakare) eller undersökande journalist, som avslöjade korruption i regeringen och näringslivet. År 1904 hade Sinclair tillbringat sju veckor med att arbeta inkognito ("wallraffa") vid köttpaketeringsfabrikerna i Chicago för tidningen Appeal to Reason, för att samla stoff till romanen.
Upton Sinclairs syfte med romanen var från början att belysa de hårda arbetsförhållandena, och utnyttjandet av invandrade arbetares liv, i amerikanska industrialiserade storstäder, som Chicago och liknande städer. Sinclairs mål var att de amerikanska läsarna skulle börja intressera sig mer för socialismen. Istället blev många läsare mer oroade över hälsoöverträdelser och ohälsosam praxis i den amerikanska köttpaketeringsindustrin under början av 1900-talet, som Sinclair gav exempel på i romanen. Romanen bidrog på detta sätt starkt till offentliga krav på sanitära reformer, som bland annat ledde till den federala lagen Meat Inspection Act (köttinspektionslagen). Sinclair ska ha kommenterat det offentliga mottagandet med "Jag riktade mig mot allmänhetens hjärta, och jag slog den av misstag i magen."

## Galleri

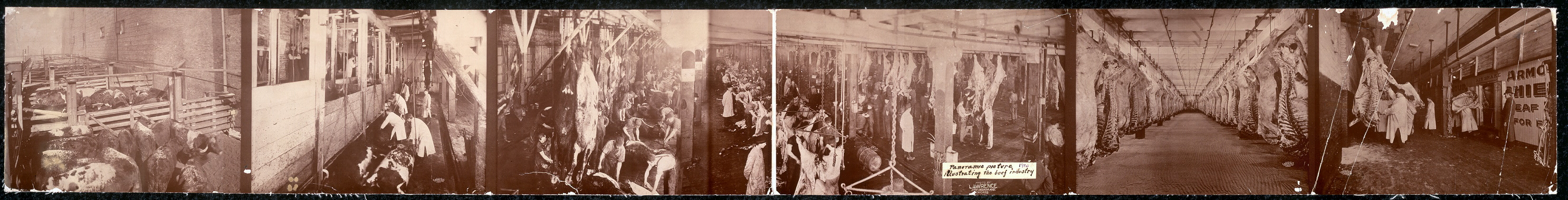
Panoramafotografi inifrån ett stort slakterikomplex i Chicago, taget av en lokal fotograf år 1900.